# Kongeriget Lindsey
Kongeriget Lindsey eller Linnuis (oldengelsk: Lindesege) var et mindre angelsaksisk kongerige, der blev absorberet af Northumbria i 600-tallet. Navnet Lindsey er afledt af den oldengelske toponym Lindesege, meaning "Isle of Lind". Lindum Colonia var det romerske navn for den bosættelse, som nu er City of Lincoln i Lincolnshire. (Lindum Colonia blev forkortet på oldengelsk til Lindocolina og herefter til Lincylene.) Lindum var den latiniserede form af det oprindelige britiske navn, der er blevet rekonstrueret som *Lindon (bogstaveligt sø eller dam; jf. moderne walisisk llyn).
Lindsey lå det østligste England mellem udmundingen af Humber i nord og the Wash i syd, og dets grænser inde i landet fulgte floderne Witham og Trent, og Foss Dyke imellem dem. Moseområdet syd for Humber er kendt Isle of Axholme var også en del af Lindsey. Man mener at romersk Lindum (Lincoln) var hovedstad i Lindsey, og der har været bosættelse der længe; i 625 beskriver Beda, at missionæren Paulinus af York blev modtaget af praefectus af Lindum. Stednavne indikerer også at anglernes bosættelse kendt som Lindisfaras spredte sig fra Humbers kyst.

## Konger
Den angliske samling af slægtsforskning blev skab under de sidste år af Offa af Mercias regereingstid, og angiver forfædrene til Aldfrið, der antages at være hersker over Lindsey. Den fører ham tilbage den angelsaksiske gud Woden, der også er forfader til ande angelsaksiske dynastier, og den listen angiver herefter Wodens slægt i flere generation.
- Geot – kan sammenlignes med gøterne, der nævnes flere gange i Beovulfkvadet.
- Godulf
- Finn
- Frioðulf
- Frealaf
- Woden, the god.
- Winta – kan have givet navn til Winteringham (hjem for Wintas folk) og Winterton (Wintafolkets gård eller landsby)
- Cretta
- Cuelgils
- Caedbaed
- Bubba
- Beda
- Biscop
- Eanferð
- Eatta
- Aldfrið